# 들쥐 (영화)
본 문서의 이해를 돕기 위한 비자유 그림이 있습니다. 
링크의 파일을 직접 올려 주세요
《들쥐》는 나운규 각본·감독의 1927년 흑백 무성영화이다. 서울의 단성가 극장에서 시연되었다.

## 줄거리
들쥐라고 불리는 방랑자들이, 악독하며 호색적인 부자가 주삼손의 애인(신일선)을 그의 손아귀에 넣으려는 데 대해 일제히 도전(挑戰)하여, 그로부터 여인을 구해 내어 본래의 애인에게 돌려준다는 액션 드라마이다.

## 개요
나운규의 초기작품인 <아리랑> <풍운아(風雲兒)> <들쥐> 등의 내용을 훑어보면, 서로 일맥상통하는 테마가 있다. 즉, 한쌍의 연인이 있고, 그 중 여인을 가로채려드는 갑부가 나타나서 갈등이 벌어지고, 위기일발의 상황에서 여인은 선인(善人)에 의해 구출된다. 그러나 그 선인은 사필귀정(事必歸正)의 진리를 일깨워 줬을 뿐…또 자기의 길을 떠나 버린다는 줄거리를 기둥으로 깔고 있다. 이 <들쥐> 역시 그와 같은 패턴에 속하는 작품이었으나, 한가지 다른 영화와 구별되는 점은 나운규 자신의 천재적인 연기력과 그의 연출에서 보이는 영화 표현상의 재능을 들 수 있을 것이다.

## 출연
- 나운규
- 신일선
- 주삼손
- 윤봉춘

## 같이 보기
- 한국 영화

## 참고 문헌
- “The Field Mouse (Deuljwi)”. 《The Korean Film Archive (KOFA)]》 (영어). 2007년 9월 27일에 원본 문서에서 보존된 문서. 2007년 5월 4일에 확인함.
- 이 문서에는 다음커뮤니케이션(현 카카오)에서 GFDL 또는 CC-SA 라이선스로 배포한 글로벌 세계대백과사전의 "들쥐" 항목을 기초로 작성된 글이 포함되어 있습니다.